# Херкул (ТВ серија)
Херкул (енгл. Hercules) је америчка цртана ТВ серија продукције Волт Дизни, базирана на истоименом филму из 1997. године. Премијерно је емитована од 1998. до 1999. године.
Серија прати Херкула као тинејџера, који тренира за хероја, као и покушаје прилагођавања животу. Са својим слободоумним пријатељем Икаром, будућом пријатељицом Касандром и својим учитељем Филоктетом „Филом” бори се против свог злог ујака Хада. Као и сви тинејџери, Херкул се мора бринути због вршњачког притиска кад га снобовски принц Адонис исмева. Серија видно противречи више догађаја из оригиналног филма.
У Србији, серија је премијерно емитована 2006. године на каналу РТС 1, синхронизована на српски језик. Синхронизацију је радио студио Лаудворкс. Песме нису синхронизоване.

## Улоге
| Улога            | Глас                                                        |
| ---------------- | ----------------------------------------------------------- |
| Херкул           | Тејт Донован                                                |
| Филоктет         | Роберт Костанцо                                             |
| Икар             | Френч Стјуарт                                               |
| Касандра         | Сандра Бернхард                                             |
| Зевс             | Кори Бертон                                                 |
| Хад              | Џејмс Вудс                                                  |
| Бол              | Бобкат Голтвејт                                             |
| Паника           | Метј Фјуер                                                  |
| Адонис           | Дидрих Бејдер                                               |
| Бура             | Џенифер Џејсон Ли                                           |
| Наратор          | Роберт Стак                                                 |
| Јелена Тројанска | Џоди Бенсон                                                 |
| Хера             | Саманта Егар                                                |
| Посејдон         | Џејсон Александер                                           |
| Хефест           | Кевин Мајкл Ричардсон                                       |
| Арес             | Џеј Томас                                                   |
| Атина            | Џејн Ливс                                                   |
| Аполон           | Кит Дејвид                                                  |
| Афродита         | Лиса Кудроу                                                 |
| Деметра          | Флоренс Хендерсон                                           |
| Купидон          | Том Арнолд                                                  |
| Хермес           | Пол Шафер                                                   |
| Немеза           | Линда Хамилтон                                              |
| Тривија          | Бен Стајн                                                   |
| Артемида         | Риба Макентајер                                             |
| Хеката           | Пери Гилпин                                                 |
| Музе             | Лилијас Вајт Ванеса Вај Томас Черил Фриман Лашанз Роз Рајан |
| Геа              | Кери Кени                                                   |
| Хипократ         | Менди Патинкин                                              |
| Ехидна           | Кејти Ли Грифорд                                            |
| Галатеа          | Џенифер Анистон                                             |
| Кирка            | Идина Мензел                                                |
| Електра          | Џои Лорен Адамс                                             |
| Мида             | Јуџин Ливај                                                 |
| Мериголд         | Тиа Карер                                                   |
| Мегара           | Сузан Еган                                                  |
| Лук Армагедон    | Пола Паундстон                                              |
| Орион            | Крег Фергусон                                               |
| Заградус         | Ерик Ајдл                                                   |
| Касиопеја        | Алис Гостли                                                 |
| Салмонеј         | Џефри Тамбор                                                |
| Перикле          | Ерл Хиндман                                                 |
| Клеон            | Гилберт Готфрид                                             |
| Клеонова жена    | Трес Макнил                                                 |
| Еуфросина        | Мелиса Манчестер                                            |
| Хипаклес         | Мајк Конорс                                                 |
| Лавинија         | Чери Отери                                                  |